# Stazione di Egna-Termeno
La stazione di Egna-Termeno (in tedesco Neumarkt-Tramin) è una stazione ferroviaria posta sulla linea Bolzano-Verona. Serve i centri abitati di Egna e Termeno sulla Strada del Vino.